# Порт Гамбл Трајбал Комjунити (Вашингтон)
Порт Гамбл Трајбал Комјунити (енгл. Port Gamble Tribal Comunity) насељено је место без административног статуса у америчкој савезној држави Вашингтон.

## Демографија
По попису из 2010. године број становника је 916.
| Група             | 2000.    | 2010.       |
| Белци             | 0 (0,0%) | 298 (32,5%) |
| Афроамериканци    | 0 (0,0%) | 0 (0,0%)    |
| Азијати           | 0 (0,0%) | 3 (0,3%)    |
| Хиспаноамериканци | 0 (0,0%) | 40 (4,4%)   |
| Укупно            | 0        | 916         |